# Fernsehturm Zhuzhou
Der Fernsehturm Zhuzhou, manchmal auch East Shenlong Tower, ist ein 293 Meter hoher Fernsehturm aus Stahlfachwerk im chinesischen Zhuzhou. Er stellt eine wichtige Versorgungseinheit in der Region für die Ausstrahlung von Radio- und Fernsehprogrammen dar und ist zugleich für die Öffentlichkeit als Aussichtsturm zugänglich.
Der kugelförmige Turmkorb auf 200 Meter Höhe weist ein nach außen kragendes Ringelement auf, so dass der Baukörper an dem Planeten Saturn erinnert. Die nach oben sich verjüngende Turmkonstruktion hat auf 70 Meter eine Plattform, über der in alle vier Himmelsrichtungen überdimensionale Analoguhren weisen.